# Dicko Fils
Pour les articles homonymes, voir Fils.
Moulaye Dicko, plus connu sous son nom de scène Dicko Fils, est un musicien burkinabé d'origine Fulɓe. Il chante et joue du kamale n'goni.

## Biographie

### Enfance, formation et débuts
Dicko Fils est né en 1975 dans un village proche de la capitale Ouagadougou,. Il est le sixième de 14 enfants. Il a commencé à étudier le français à Abidjan, en Côte d'Ivoire, où son père s'est installé pour développer son entreprise d'élevage.
À 11 ans, Dicko est envoyé au Mali en 1986 pour suivre des études coraniques. C'est là qu'il découvre et se passionne pour les voix de Salif Kéita, Oumou Sangaré et Ali Farka Touré, entre autres.
De retour à Abidjan en 1992, il s'intéresse à la musique reggae, ce qui, selon lui, lui donne à cœur de s'exprimer et de partager ce qu'il a acquis au cours de ses années passées. 

### Carrière
Ses activités dans le monde de la couture, gagne-pain nécessaire, seront rapidement mises de côté pour ne travailler que sur le développement de son groupe « Le Faso Kanou » avec de jeunes Congolais, Camerounais et Ivoiriens. Il sort son premier album en 2005, au moment où il décide de rentrer au Burkina Faso.
Il recompose son groupe où sont assemblés des instruments modernes (batterie, basse et solo) et des instruments traditionnels (balafon, djembé, tamani), et Dicko Fils s'approprie le kamale n'goni, avec lequel il excelle longtemps. Deux musiciens et danseurs se sont joints aux musiciens. 
Il se fait remarquer par sa voix mélodique, passant du grave à l'aigu de façon surprenante, et s'appropriant les rythmes particuliers de son terroir, jouant autant sur la tradition Dioula que sur la tradition Fula dont il est originaire. Dicko Fils est rapidement devenu un artiste reconnu dans toute l'Afrique de l'Ouest, enchaînant les sorties d'albums en 2005, 2007, 2010, 2012, 2014 et 2016. Les médias nationaux se sont emparés en 2014 de son album « Fina Tawa » composé entièrement en fulfulde, la langue peule. Le succès est tel que sa pièce phare « Denke Denke » est jouée dans de nombreuses salles de danse.
Régulièrement invité à des événements tels que le FESPACO, le Salon International de l'Art et de l'Artisanat, Ouagadougou (SIAO), la Semaine Nationale de la Culture du Burkina Faso (SNC), le Festival Saga Musik à Ouagadougou, WELTARE et le Festival Culturel et Hippique de Barani ( FECHIBA ), il a également assuré la production musicale dans des créations théâtrales telles que Récréatrales et Un Village Dans Une Ville. D'autres événements auxquels il a participé incluent :
- 2003 – Festival Massa en Côte d'Ivoire
- 2007 et 2013 – Les Nuits Atypiques de Koudougou
- 2008 – Festival Blues du Fleuve au Sénégal
- 2008 à 2014 – Jazz à Ouaga
- 2009 – Festival de théâtre en Allemagne
- 2010 – Festival des musiques du monde en Hollande[4]
- 2013 – Création théâtrale « ANTIGONE » évoquant la vie de Nelson Mandela
- 2013 – Caravane Tour Sahel à Niamey, en collaboration avec le musicien nigérien Bourdé 2rda Galo et le musicien béninois Koudy
- 2014 – Jazz-Création « From Here to There » avec Klode Gomez, Tim Winsley et Marcel Balboné
- 21 mars 2015 – FAMA 2015 (Faso Music Awards) - Prix spécial du meilleur artiste de l'année Ado Leontine Gorgo[1].

Le 30 mai 2015, Dicko a été impliqué dans un accident de la circulation, souffrant de fractures aux poignets. Deux occupants de son véhicule, dont sa collègue chanteuse burkinabé Awa Nadia, ont été grièvement blessés et ont tous deux perdu connaissance,.

## Récompenses
Il a reçu la Croix de Chevalier de l' Ordre du Mérite du Ministère de la Culture du Burkina Faso en 2011,. Il a également remporté le prix Kundé d'Or de la meilleure musique du Burkina Faso en 2016,,.

## Discographie

### Albums
- Tounga (2005) : Album de reggae et « blues-Mandingues » d'inspiration malienne et ivoirienne; produit par la maison de production ETK au studio LASOL Sound[3] ;
- Lada Koro (2007) chansons de textes en mòoré, bambara, fulfulde et français qui parlent « d'amour, de paix et de traditions » ; produit par la maison de production ETK ;
- Farafina (2010) et Sabadou (2012) produits par Dicko Fils ;
- Fina - Tawa (2014) produit en fulfuldé dont la chanson titre Denke Denke a fait entrer la musique peulh dans de nombreux lieux de danse.